# Horisme picta
Horisme picta là một loài bướm đêm trong họ Geometridae.